# William Suhr
Pour les articles homonymes, voir Suhr (homonymie).
William R. Suhr (né le 31 mars 1896 à Berlin-Kreuzberg, et mort le 19 janvier 1984) est un restaurateur d'art américain. De 1935 à 1977, il était conservateur de la Frick Collection.

## Biographie
Les parents de William Suhr sont citoyens américains : son grand-père a émigré d'Allemagne aux États-Unis en 1850. Durant les années 1920, le père de Suhr vient à Vienne en Autriche pour soigner une surdité naissante et poursuivre une carrière d'acteur. Quand il devient complètement sourd, il abandonne le métier d'acteur et part vivre en Allemagne. Dans sa jeunesse, William Suhr joue dans la même compagnie de théâtre que sa mère. Il fait ensuite un apprentissage de tailleur de pierre, puis étudie la peinture à l'Académie des arts de Berlin. À l'âge de 20 ans, il est introduit dans le métier de la restauration des peintures par l'historien d'art Max Deri (de). Rapidement, Suhr devient un restaurateur actif à Berlin, où il est remarqué par l'historien d'art allemand Wilhelm Reinhold Valentiner (en) (1880-1958). Valentiner devient directeur du Detroit Institute of Arts en 1924. En 1927, Suhr accepte son offre de venir travailler comme restaurateur de peintures à son musée. 
Durant la Grande Dépression, le Detroit Institute of Arts ferme temporairement. Pendant ce temps le personnel a été dispersé et Walter Heil, le conservateur de l'art européen de l'institut, accepte le poste de directeur du San Francisco De Young Museum à San Francisco en 1933. Son association avec Heil amène Suhr à San Francisco. En plus de son travail de restauration sur les peintures à San Francisco, Suhr travaille sur les peintures murales de Frank Brangwyn au Veterans' Auditorium. En 1936 il donne aussi un cours d'été au Mills College intitulé The Technique, Restoration and Preservation of Paintings. Il y a rencontre et devient ami de l'artiste Lyonel Feininger.
Au début des années 1930, l'expertise de Suhr dans la technique de transfert de canevas et de panneaux est internationalement recherchée. C'était un traitement particulièrement important avant qu'il ne soit possible de stabiliser la température et l'humidité des bâtiments. En 1933, Suhr installe son atelier à New York. En 1935, Frederick Mortimer Clapp, alors directeur de la collection Frick, demande à Suhr de devenir conservateur permanent. Il y est conservateur jusqu'en 1977. Parallèlement, il aussi de nombreux clients, à la fois privés ou institutionnels, notamment les musées de Chicago, Cincinnati, Cleveland, Détroit, New York, Saint-Louis, San Francisco, et Toledo. Sur le marché de l'art de New York, il travaille après la Deuxième Guerre mondiale en particulier avec la galerie d'art Rosenberg & Stiebel.
En 1939, Suhr est conservateur consultant pour l'exposition Masterpieces of Art qui a lieu dans le cadre de la Foire internationale de New York 1939-1940. Plus tard dans sa carrière, il travaille intensivement sur des peintures américaines du XVIIIe siècle pour la Kennedy Gallery de New York.
Suhr arrive sur la scène de la conservation de peintures au moment crucial où il y a de nombreux grands tableaux offerts sur le marché, et avant que les musées n'aient leurs propres conservateurs expérimentés. Parmi les peintures remarquables sur lesquels Suhr a travaillé pendant sa carrière, il y a le Saint-Georges d'Andrea Mantegna (Gallerie dell'Accademia de Venise) que Suhr a sauvé d'une grave brûlure pendant l'exposition Masterpieces of Italian Art, du 18 novembre 1939 au 9 janvier 1940, quand le tableau avait été prêté par le gouvernement italien à l'Institut d'art de Chicago ; Suhr considère sa restauration comme un grand événement de sa carrière ; Saint-Jérôme dans son étude, maintenant attribué à l'atelier de van Eyck (Detroit Institute of Arts) qui a été réattribué à Jan van Eyck quand Suhr découvre que les parties que l'on pensait dues à Petrus Christus étaient en fait recouvertes ; le Cavalier polonais de Rembrandt (Frick Collection), dont les dix centimètres du bas avaient été détruites par le feu et maladroitement repeintes et qui ont été restaurées par Suhr, ce qui remet en perspective les sabots du cheval ; et le Triptyque de l'Annonciation (ou triptyque de Mérode) de Robert Campin (Cloisters Museum) qui est peut-être le tableau le plus important sur lequel Suhr ait travaillé.
Suhr était particulièrement connu pour son travail sur les tableaux de Rembrandt, et on disait de lui qu'« il a eu plus de tableaux de Rembrandt entre les mains que quiconque depuis Rembrandt ».
Ses documents personnels sont conservés au Getty Museum,,. Ses lettres sont conservées aux Archives of American Art.